# Quận Toombs, Georgia
Quận Toombs là một quận trong tiểu bang Georgia, Hoa Kỳ. Quận lỵ đóng ở thành phố Lyons 6. Theo điều tra dân số năm 2010 của Cục điều tra dân số Hoa Kỳ, quận có dân số 26.067 người 2.